# 송도항 (신안군)
송도항은 대한민국 전라남도 신안군 지도읍 읍내 3구, 송도(솔섬)에 있는 어항이다. 1993년 9월 10일 지방어항으로 지정하여 관리하고 있다. 시설관리자는 신안군수이다.

## 개요
송도항은 무안군과 통과된 지도와 교량으로 연결되어 있는 송도의 남측에 있는 지방어항이다. 무안반도의 최남단에 위치한 신안군 지도읍은 목포에서 66km 떨어진 지점(동경 35.08°)에 위치해 있다. 동쪽은 무안군 해제면, 서쪽은 임자면, 남쪽은 자은면과 입해면에 이웃하고, 북쪽은 바다 건너 영광군 낙월면과 이웃한다. 유인도 5개 무인도 41개로 구성되어 있고, 해안선 총 연장은 196km(군의 16%)이다.

## 어항 구역
- 수역: 기존 물양장 서남쪽 100M 지점에서 정남직각 방향으로 220M 지점을 연결한 선내 수역

## 어항 시설
- 선착장 54m, 물양장 50m, 항내수역면적 54,000m2

## 주요 어종
- 새우, 민어, 병어, 농어